# جيمس شو (سياسي)
جيمس شو (بالإنجليزية: James Shaw)‏ هو سياسي كندي، ولد في 1798، وتوفي في 6 فبراير 1878. انتخب عضو مجلس الشيوخ الكندي (23 أكتوبر 1867 – 6 فبراير 1878).